# Oxalis bakeriana
Oxalis bakeriana là một loài thực vật có hoa trong họ Chua me đất. Loài này được Exell mô tả khoa học đầu tiên năm 1925.